# Roba
Roba (talijanski roba) čini elementarni ekonomski sastojak tržišnog gospodarstva. Ona je materijalno ili nematerijalno dobro čije je osnovno svojstvo da zadovoljava određene ljudske potrebe. Međutim, takvo dobro dobiva svojstvo robe tek kad se do njega može doći zamjenom ili kupovinom na tržištu. Dobro, koje služi za zadovoljavanje vlastitih potreba onog tko ga je proizveo, nije roba. 
Iako porijeklo robe seže još u pretpovijest, robna proizvodnja ostaje u ranim društvima iznimka. Tek s pojavom kapitalističkih proizvodnih odnosa roba postaje određujući ekonomski cilj.  